# Lane (Kansas)
Lane é uma cidade localizada no estado norte-americano de Kansas, no Condado de Franklin.

## Demografia
Segundo o censo americano de 2000, a sua população era de 256 habitantes.
Em 2006, foi estimada uma população de 257, um aumento de 1 (0.4%).

## Geografia
De acordo com o United States Census Bureau tem uma área de
0,6 km², dos quais 0,6 km² cobertos por terra e 0,0 km² cobertos por água. Lane localiza-se a aproximadamente 271 m acima do nível do mar.

## Localidades na vizinhança
O diagrama seguinte representa as localidades num raio de 16 km ao redor de Lane.